# Euptychia meta
Espèce
 Euptychia meta est une  espèce de papillons de la famille des Nymphalidae et de la sous-famille des Satyrinae et du genre Euptychia.

## Dénomination
Euptychia meta a été décrit par Gustav Weymer en 1911.

## Description
Euptychia meta est un papillon blanc d'une envergure d'environ 32 mm au dessus blanc avec une bordure marron foncé  du bord costal, de l'apex et du bord externe des ailes antérieures, du bord externe des ailes postérieures où les ocelles proches de l'angle anal et de l'apex sont bien visibles.
Le revers est blanc à trois fines rayures marron et une ligne submarginale doublée d'ocelles un gros et un petit à l'apex des ailes antérieures, une ligne dont celui proche de l'angle anal et celui proche de l'apex sont noirs et pupillé

## Biologie

### Plantes hôtes
Les plantes hôtes de sa chenille sont des Selaginella comme pour les autres Euptychia connus.

## Écologie et distribution
Euptychia meta est présent au Pérou et en Équateur,.

### Protection
Pas de statut de protection particulier